# Ceratophyllidia
Ceratophyllidia es un género de moluscos nudibranquios de la familia Phyllidiidae.

## Diversidad
El género Ceratophyllidia incluye un total de 2 especies descritas:
- Ceratophyllidia africana Eliot, 1903
- Ceratophyllidia papilligera  (Bergh, 1890)

Especies cuyo nombre ha dejado de ser aceptado por sinonimia:
- Ceratophyllidia grisea Eliot, 1910: aceptado como  Ceratophyllidia africana Eliot, 1903